# Міхал Володийовський
Є́жи Мі́хал Володиєвський (пол. Jerzy Michał Wołodyjowski) гербу Корчак — головний персонаж усієї трилогії Генрика Сенкевича, а у романі «Пан Володийовський» відіграє ключову роль у сюжетній лінії. Його прототипом був польський полковник з українського шляхетського роду Юрій Володийовський. Через низький зріст дістав прізвисько Малий Лицар. Вправний фехтувальник.

## Історія постаті у романі
У романі «Вогнем і мечем» разом з Яном Скшетуським перебуває на військовій службі у Яреми Вишневецького. У цьому творі його постать відіграє другорядну роль. Відзначився тільки переможним поєдинком з Юрком Богуном та командуванням драгунами під час облоги Збаража.
У «Потопі» він уже полковник, досвідчений вояк і неперевершений фехтувальник. Спершу служить гетьманові Янушеві Радзивіллу, але по розкритті зради відмовляється від військового підпорядкування. Разом із Яном Заглобою та Скшетуським (й родичем останнього, Станіславом), утікають з гетьманського полону та готуються до подальшої війни зі шведами. Довгий час не міг знайти дружину. Одна з його багатьох колишніх кохань Ануся Борзобогата. Коли врешті одержує дозвіл на шлюб від опікунів Анусі, дівчина помирає (за кілька днів перед шлюбом, Пан Володийовський). Від цього пан Міхал бажає піти в монастир, але Заглоба відмовляє його від цієї думки. Малий Лицар знаходить врешті дівчину, яка його покохала, — Басю Єзьорковську, і бере з нею шлюб. Загинув під час оборони Кам'янця.
У фільмах та телевізійних серіал Володийовського зіграли:
- Тадеуш Ломницький (Пан Володийовський, серіал Пригоди пана Міхала, Потоп)
- Збігнев Замаховський (Вогнем і мечем)